# علی‌اکبر ولایتی
علی‌اکبر ولایتی (زادهٔ ۴ تیر ۱۳۲۴) سیاستمدار، دیپلمات و پزشک ایرانی است که به‌عنوان مشاور امور بین‌الملل رهبر جمهوری اسلامی ایران، عضو حقیقی مجمع تشخیص مصلحت نظام، استاد دانشگاه علوم پزشکی شهید بهشتی، عضو شورای سازمان پژوهش و برنامه‌ریزی آموزشی، دبیرکل مجمع جهانی بیداری اسلامی و عضو مجمع جهانی اهل بیت فعالیت می‌کند. وی همچنین رئیس سابق شورای مرکزی انجمن اسلامی پزشکان ایران، سخنگوی وقت جبهه متحد اصول‌گرایان و عضو حقیقی شورای عالی انقلاب فرهنگی تا سال ۱۴۰۰ بوده است. وی از سال ۱۳۹۵ به عنوان ریاست هیئت مؤسس و هیئت امنا دانشگاه آزاد اسلامی منصوب شد.
ولایتی مدرک فوق تخصص بیماری‌های عفونی کودکان را از دانشگاه جانز هاپکینز گرفته و رئیس بیمارستان مسیح دانشوری تهران است. وی فعالیت‌های سیاسی خود را در قالب مبارزات با حکومت پهلوی آغاز کرد. در دور اول مجلس شورای اسلامی به نمایندگی مردم انتخاب شد. پس از عدم موفقیت در کسب مقام نخست‌وزیری به واسطه رأی مخالف مجلس وقت، به عنوان وزیر امور خارجه رأی اعتماد گرفت و در فاصلهٔ سال‌های ۱۳۶۰ تا ۱۳۷۶ به مدت ۱۶ سال این سِمَت را عهده‌دار بود. پس از آن بیشتر در نقش یک سیاستمدارِ مشاور تا امروز به ایفای نقش پرداخته است. وی را یکی از بنیادگذاران سیاست خارجی جمهوری اسلامی ایران می‌خوانند.
در سال ۱۳۹۲ وی جزء هشت نامزد نهایی انتخابات ریاست‌جمهوری ۱۳۹۲ احراز صلاحیت شد. در پایان رقابت انتخاباتی، ولایتی با کسب ۲٬۲۷۲٬۱۲۲ رأی (۶٫۳۸ درصد) رتبهٔ پنجم را به خود اختصاص داد. پس از آن وی با حکمی از جانب اکبر هاشمی رفسنجانی، رئیس مرکز تحقیقات استراتژیک مجمع تشخیص مصلحت نظام شده است. وی در ۳۰ دی ۱۳۹۵، از سوی رهبر جمهوری اسلامی ایران به سمت رئیس هیئت مؤسس دانشگاه آزاد اسلامی منصوب شد.
در قضیهٔ ترور میکونوس که منجر به کشته شدن صادق شرفکندی دبیرکل حزب دموکرات کردستان و چند تن از سیاست‌مداران دیگر شد، ولایتی یکی از متهمان پرونده بود و حکم جلب وی از سوی دادگاه آلمان صادر شد. دولت آرژانتین در نوامبر ۲۰۱۹ از روسیه درخواست کرد که به‌دلیل مشارکت ولایتی در بمب‌گذاری آمیا، به محض ورود وی به این کشور او را دستگیر کرده و به آرژانتین استرداد کند. ولایتی در آبان ۱۳۹۸ در لیست تحریم‌های وزارت خزانه‌داری ایالات متحده آمریکا قرار گرفت.

## زندگی شخصی و تحصیلات
در ۴ تیر ماه ۱۳۲۴، در رستم‌آباد شمیران به دنیا آمد. پس از گذراندن دوران ابتدایی و دورهٔ نخست دبیرستان در زادگاهش، به دبیرستان جم واقع در قلهک تهران رفت و دورهٔ دوم دبیرستان را با اخذ دیپلم طبیعی در سال ۱۳۴۲ به پایان رساند. در سال ۱۳۴۳ در کنکور سراسری دانشگاه‌ها شرکت کرد و پس از کسب رتبهٔ ۴۹ کشوری، برای تحصیل در رشتهٔ پزشکی به دانشگاه تهران رفت. پس از اتمام دورهٔ دکتری، تخصص اطفال را در مرکز طبی کودکان دانشگاه تهران و فوق تخصص بیماری‌های عفونی را در دانشگاه جانز هاپکینز آمریکا گذراند. او طب اطفال را از محمّد قریب بنیان‌گذار طب اطفال در ایران آموخت.
ولایتی در کنار تحصیل، در سال‌های ۱۳۴۲ تا ۱۳۵۰، در مدرسهٔ قائمیه و سپس در دبیرستان جهان آرای قلهک به تدریس اشتغال داشت.او بسیار درس خوان بود مانند فروغی.
سید محمدباقر حسینی لواسانی که از او دو سال بزرگ‌تر بود در عرصهٔ ورود وی به جلسات مذهبی و فعالیت‌های سیاسی نقش پررنگی داشته است. علی‌اکبر ولایتی در سال ۱۳۴۸ با مریم خوشنویسان، نوهٔ محمدحسین خوشنویسان از استادان خوش‌نویسی کشور ازدواج کرد. حاصل این ازدواج سه فرزند پسر به نام‌های محمد، میثم و علی اصغر و یک فرزند دختر به نام فاطمه است. بعد از فوت همسر اول او در سال ۱۳۸۳ پس از یک عمل جراحی، ولایتی در سال ۱۳۸۶ با لیلا عنایت ازدواج کرد، همسر دوم ولایتی از ازدواج قبلی خود دو فرزند دختر و پسر داشت که هر دو ازدواج کرده‌اند، ولایتی از ازدواج دوم خود فرزند مشترکی ندارد. هر دو همسر وی خانه‌دار بودند.

## فعالیت‌های سیاسی قبل از انقلاب ۵۷
ولایتی چند بار در دورهٔ دبیرستان به دلیل فراخواندن دانش‌آموزان به تعطیل کردن کلاس‌ها برای شرکت در تظاهرات‌های مخالف شاه بازجویی شد و در ساواک تهران پرونده داشت. در سال ۱۳۴۱ به عضویت جبههٔ ملی دوم درآمد. دربارهٔ ادامه ندادن فعالیت در این جبهه می‌گوید: «من برای فعالیت سیاسی، به دنبال بستری بودم. آن موقع تنها بستر سیاسی موجود، جبههٔ ملی و نهضت آزادی بود. بعد از فوت مرحوم آیت‌الله بروجردی، در ۱۶سالگی به حضرت امام رجوع کردم، در ۱۵ خرداد ۱۳۴۲ که دیدم جبههٔ ملی راهش را عوض کرد، از آن جدا شدم و بعد از آن، ارتباطم به روحانیت و فعالان مذهبی منحصر شد.» 
در دانشکدهٔ پزشکی به همراه سید محمدباقر حسینی لواسانی، مرتضی لبافی‌نژاد، محمدعلی فیاض‌بخش انجمن اسلامی دانشکدهٔ پزشکی دانشگاه تهران را بنیان‌گذاری کرده‌اند. ولایتی عضو انجمن حجتیه بود.

## مسئولیت‌ها
پس از پیروزی انقلاب ۱۳۵۷، به عنوان معاون وزارت بهداری، نمایندهٔ مردم تهران در اولین دورهٔ مجلس شورای اسلامی و بعد از آن به مدت شانزده سال، در دوره‌های ریاست جمهوری سید علی خامنه‌ای و اکبر هاشمی رفسنجانی، به‌عنوان وزیر امور خارجه فعالیت کرده است. پس از آن مشاور بین‌الملل رهبر جمهوری اسلامی ایران گردید اما از سال ۱۳۹۴ در این سمت فعالیت نمی‌کند.
علی‌اکبر ولایتی، به‌طور نمادین در چند دانشگاه در فهرست استادان قرار دارد. وی در مجمع تشخیص مصلحت نظام و بنیاد دائرةالمعارف اسلامی نیز حضور دارد. او ریاست اسمی پژوهشکدهٔ مسیح دانشوری (مرکز آموزشی، پژوهشی و درمانی سل و بیماری‌های ریوی) و جمعیت حمایت از پیوند اعضا را هم بر عهده دارد. او همچنین تا سال ۱۴۰۰ عضو شورای عالی انقلاب فرهنگی بود.

### وزیر امور خارجه
ولایتی از آذر ماه ۱۳۶۰ تا خرداد ۱۳۷۶ وزیر امور خارجهٔ ایران بود. محمدجواد لاریجانی یکی از معاونان ولایتی بود. محمدجواد لاریجانی می‌گوید:
«در برهه‌ای تحت فشار آمریکا، شورای امنیت سازمان ملل متحد به ایران اخطار داد که اگر موضع خود را نسبت به قطعنامهٔ ۵۹۸ شورای امنیت روشن نکند، قطعنامهٔ جدیدی صادر خواهد شد که ایران را تحت فشار بیشتر می‌گذارد. تمام کارهای کارشناسی و نظر مسؤلان بر این بود که نباید اجازه داد چنین قطعنامه‌ای صادر شود. آقای ولایتی در اتاق آقای شیخ الاسلام (معاون عربی) جلسه برگزار کرد و مرا که مسئول مذاکرات قطعنامهٔ ۵۹۸ بودم صدا کرد و گفت: «تا من وزیر خارجه‌ام، اجازه نمی‌دهم که این قطعنامه قبول شود. درست دوازده ساعت بعد، مرحوم حاج احمدآقا (ره) زنگ زدند و گفتند که حضرت امام فرموده‌اند بروید نیویورک و آن‌ها را متقاعد کنید که قصد رد کردن نداریم. همین قطعنامهٔ ۵۹۸ که در تمام طول مذاکرات از طرف آقای ولایتی به عنوان قرارداد «ترکمانچای» و عنصر «حرام‌زاده» معرفی می‌شد، به محض پذیرش، تبدیل به امامزاده شد و تازه آقای ولایتی می‌نازد که قرارداد ۱۹۷۵ و مرزها را هم صیانت کرده است.» 
در خرداد۱۳۹۲ ولایتی در یک برنامهٔ تلویزیونی که از شبکهٔ چهارم صدا و سیمای جمهوری اسلامی ایران پخش می‌شد به موضوع قطعنامهٔ ۵۹۸ پاسخ داد و به طرز تلویحی تأیید کرد که با پذیرش قطعنامهٔ ۵۹۸ مخالف بوده است.

#### جلوگیری از رقابت ورزشکاران ایرانی با اسرائیلی
در حال حاضر ورزشکاران ایرانی از رقابت با ورزشکاران اسرائیلی خودداری می‌کنند. پیش از انقلاب ۱۳۵۷، ایران و اسرائیل به رقابت ورزشی با یکدیگر می‌پرداختند و برای نمونه در رشتهٔ فوتبال، تیم ملی فوتبال ایران و تیم ملی فوتبال اسرائیل پنج بازی رسمی با یکدیگر داشتند. پس از انقلاب اسلامی ایران و در سال ۱۹۸۳ بیژن سیف خانی کشتی‌گیر رشتهٔ کشتی فرنگی حریف خود از تیم اسرائیل به نام رابینسون کوناشویلی را در رقابت‌های «کشتی آزاد و فرنگی قهرمان جهان»، در کی‌یف اوکراین شکست داد. بعد از مخابرهٔ خبر به تهران، علی‌اکبر ولایتی، وزیر وقت امور خارجه ایران، تیم کشتی آزاد و فرنگی را به ایران فرا می‌خواند. تیم کشتی آزاد ایران با شانس مسلم طلا برای محمود کدخدایی دست خالی به ایران بازمی‌گردد تا مبارزهٔ سیف خانی، اولین و آخرین رقابت رسمی دو کشور در مسابقات ورزشی پس از انقلاب محسوب شود.
پس از تغییر در قوانین و اساس‌نامهٔ کمیتهٔ جهانی المپیک، روال عدم رویارویی‌ها با ترس از محرومیت‌ها و جریمه‌ها به کلی عوض شد؛ پس از این، ورزشکاران ایرانی عمدتاً با بهانه تراشی‌هایی از قبیل مصدومیت، نرسیدن ویزا و باختن در مسابقهٔ منتهی به حریف اسرائیلی، از رویارویی با ورزشکاران اسرائیلی اجتناب می‌کنند.
علی اکبر ولایتی، رئیس هیئت مؤسس و هیئت امنای دانشگاه آزاد، در بزرگداشت روز دانشجو در دانشکدهٔ فنی مهندسی واحد تهران غرب این دانشگاه در ۱۴ آذرماه ۱۳۹۶ خورشیدی گفت من بازی نکردن مقابل ورزشکاران اسرائیلی را پایه‌گذاری کردم و بنده افتخار می‌کنم پایه‌گذار این اقدام در کشور بودم. این بیانات در واکنش به انتقادات فراوان از ولایتی نسبت به باید ببازی علیرضا کریمی در مسابقات جهانی کشتی امیدهای جهان در سال ۲۰۱۷ میلادی بوده است.

## در انتخابات ریاست‌جمهوری
ولایتی در خردادماه سال ۱۳۷۶ از کاندیداتوری علی‌اکبر ناطق نوری حمایت کرد. در سال ۱۳۸۴ او تصمیم گرفت خودش کاندیدای انتخابات ریاست‌جمهوری شود ولی به محض نامزد شدن اکبر هاشمی رفسنجانی، ولایتی به نفع وی کناره‌گیری کرد.
در سال ۱۳۹۲ در یازدهمین دورهٔ انتخابات ریاست جمهوری او نیز نامزد انتخابات شد و با کسب حدود ۶ درصد آرا در میان شش نامزد حاضر در این انتخابات در رتبهٔ پنجم قرار گرفت. در این انتخابات ولایتی به همراه محمدباقر قالیباف و غلامعلی حداد عادل ائتلافی موسوم به ائتلاف ۱+۲ تشکیل داده بودند که سخنگوی آن حسین مظفر بود. فقط غلامعلی حداد عادل کنار رفت و در نتیجه ولایتی و محمدباقر قالیباف باقی ماندند. در این انتخابات وی علاءالدین بروجردی را به عنوان رئیس کارگروه سیاسی، محمد نهاوندیان استاد برجستهٔ دانشگاه و رئیس اتاق بازرگانی ایران را به عنوان رئیس کارگروه اقتصادی و مهدی نوید ادهم دبیر شورای عالی آموزش و پرورش را به عنوان رئیس کارگروه فرهنگی و حسین انتظامی عضو هیئت نظارت بر مطبوعات را به عنوان سخنگوی خود منصوب کرده بود. ولایتی همچنین در سومین مناظرهٔ انتخاباتی با محوریت سیاست داخلی و خارجی، انتقادات شدیدی از عملکرد سعید جلیلی، دبیر شورای عالی امنیت ملی و کاندیدای جبههٔ پایداری نمود و صراحتاً اظهار داشت مذاکرات سعید جلیلی نتیجه‌ای جز تشدید تحریم‌ها علیه ایران نداشته است. در این مناظره ولایتی تلویحاً از اقدامات انجام شده در دورهٔ ریاست‌جمهوری هاشمی رفسنجانی و سید محمد خاتمی و عملکرد حسن روحانی در شورای عالی امنیت ملی حمایت کرد.

## تحریم وزارت خزانه‌داری ایالات متحدهٔ آمریکا
در ۱۳ آبان ۱۳۹۸، وزارت خزانه‌داری ایالات متحدهٔ آمریکا ۹ تن از نزدیکان سید علی خامنه‌ای از جمله علی‌اکبر ولایتی را تحریم کرد. طبق بیانیهٔ این وزارت‌خانه علی‌اکبر ولایتی در ارتباط با بمب‌گذاری آمیا در آرژانتین که منجر به کشته شدن ۸۵ تن از شهروندان یهودی‌تبار آرژانتین شد متهم به قتل است و مغز متفکر پشت این حمله بوده است.

## اظهارنظرها

### در خواست از مردم برای لنگ پوشیدن
در سال ۱۳۹۷ در بخشی از صحبت‌هایش به مناسبت «هفته دفاع مقدس» در همایشی در دانشگاه آزاد به «مقاومت مردم یمن» در برابر شرایط فعلی کشورشان اشاره کرده و گفته: «از یمنی‌ها یاد بگیریم که چگونه در برابر تهدید و تحریم مقاومت می‌کنند. به جای لباس لنگ می‌بندد و اسلحه به دست دارند و چند تکه نان خشک دستشان است با پای پیاده و سعودی‌ها از دست این‌ها عاجز شدند.» صحبت‌های ولایتی واکنش تعداد زیادی از کاربران شبکه‌های اجتماعی را برانگیخت. نادر فتوره‌چی روزنامه‌نگار در توییتر گفت: «جناب ولایتی، آیا فرزندان شما هم از یمنی‌ها یادگرفتند که در «الهیه» پاساژ سازی می‌کنند؟ آنها چرا به‌جای لُنگ، کت و شلوار می‌پوشند و به‌جای نان خشک، با «مستر تستر» درحال لمباندن لقمه‌های چرب در رستورانهای شمالشهر هستند؟ چرا مدافع حرم نمی‌شوند؟ چرا به‌جای حججی، با هنرپیشه‌ها دمخورند؟» عباس عبدی در توییتر گفت: «آخر آقای محترم! داشتن حداقلی از انصاف هم خوب چیزی است. هنوز گفتگوی ایشان دربارهٔ خانه هزار متری کنار کاخ سعدآباد در یادها هست، و این که چگونه با رمل و اسطرلاب سعی شده بود که آن رانت بزرگ که اکنون ده‌ها میلیارد ارزش دارد کم‌اهمیت جلوه داده شود.»

## انتقادها

### تعدد مسئولیت‌ها
وی به دلیل تعدد پستها مورد انتقاد برخی رسانه‌ها قرار گرفته است، اما هواداران وی‌می‌گویند بسیاری از پست‌های وی مشاوره ای است و نه اجرایی.
سید محمدعلی ابطحی در توییتر در ۷ دی ۱۳۹۷: «کسی از آقای ولایتی خبر دارد؟ اصلاً استعفا ندهد. دو سه تا شغل دیگر هم بگیرد؛ ولی حداقل به‌عنوان رئیس دانشگاه افتخار بدهد در مورد مسائل فاجعه‌بار اتوبوس و کشته شدن دانشجویان و کارهایی که دانشگاه آزاد در این رابطه کرده یا باید بکند به جای زیردستانش شخصاً مصاحبه کند.»

## حواشی

### ویلای مصادره‌ای
بنا بر گفتهٔ مهدی کروبی ویلایی هزار متر مربعی در کنار کاخ سعدآباد تهران مصادره شده از باقی‌ماندهٔ اموال خانواده پهلوی، توسط بنیاد شهید ما بازاء خانهٔ علی‌اکبر ولایتی به وی داده شد تا او پول مابه‌التفاوت را به‌صورت قسطی بپردازد ولی بعد از سید روح‌الله خمینی، علی‌اکبر ولایتی گفته است که آن را با سید علی خامنه‌ای حساب خواهد کرد.

#### شش ماه حبس به دلیل عکسبرداری از ویلای مصادره‌ای ولایتی
در مهر ۱۳۹۹، میلاد گودرزی، فعال رسانه‌ای به علت عکس گرفتن از ویلای مصادره‌ای ولایتی (در تابستان همان سال) با شکایت نهاد ریاست‌جمهوری و به حکم شعبه ۱۰۵۹ دادگاه کیفری۲، به جرم «فیلمبرداری از اماکن ممنوعه» به شش ماه حبس محکوم شد.

### ادعای دخالت در پرونده بازداشت‌شدگان خیزش ۱۴۰۱
مصطفی دانشگر در توییتی مدعی شد ولایتی مکاتبه‌ای پیرامون حمید قره‌حسنلو یکی از متهمان به قتل سید روح‌الله عجمیان داشته است. قوه قضاییه اعلام کرد هنوز حکم قطعی برای حمید قره‌حسنلو صادر نشده و نامه نگاری موضوعیت ندارد.

در ۱۱ آبان ۱۴۰۲ پدر روح‌الله عجمیان هنگام صحبت در یک برنامه زنده، علی‌اکبر ولایتی را قاتل پسر خود معرفی کرد و بیان کرد:
ما خانواده‌ها یک ناراحتی برای از دست‌دادن بچه‌هایمان داریم، یک ناراحتی هم از مسئولینی که دخالت بیجا در پرونده‌ها می‌کنند و همچنین مقامات قوه‌قضائیه. الآن برای آرمان علی‌وردی یک سال گذشت و هنوز حکم داده نشده. همان‌طور که علی‌اکبر ولایتی قاتلان پسر من آزاد کرد، بقیه قاتلان هم آزاد می‌کند. علی‌اکبر ولایتی به عنوان مشاور رهبر، شریک دزد و رفیق قافله است. هربار صدا وسیما من را دعوت می‌کند می‌گوید دربارهٔ علی‌اکبر ولایتی چیزی نگو. اگر صدا و سیما از علی‌اکبر ولایتی ترس و واهمه دارد، من ندارم. قوه قضائیه و دیوان عدالت اداری به من گفتند ولایتی در پرونده پسر شما دست داشته اما شما صدا و سیما از او می‌ترسید. علی‌اکبر ولایتی قاتل پسر من است.
 پدر عجمیان به دلیل ایجاد انحراف و قطع مکرر صحبت‌های او توسط مجری صدا و سیما، برنامه زنده را ترک کرد.

## جوایز و نشان‌های افتخار

### نشان‌های دولتی
نشان‌های ملی
| نشانه‌نما | نشان      | درجه   | تاریخ دریافت | رئیس‌جمهور       | منبع   |
| -------- | --------- | ------ | ------------ | --------------- | ------ |
|          | نشان دانش | درجه ۱ | ۹ اسفند ۱۳۸۸ | محمود احمدی‌نژاد | [ ۵۱ ] |

نشان‌های خارجی
| نشانه‌نما | نشان                                    | درجه   | کشور            | محل دریافت | تاریخ دریافت  | اعطا کننده              | منبع   |
| -------- | --------------------------------------- | ------ | --------------- | ---------- | ------------- | ----------------------- | ------ |
|          | نشان لیاقت خدمت دیپلماتیکGwanghwa Medal | درجه ۱ | کره جنوبی       | سئول       | —             | —                       |        |
| —        | نشان اژدهاOrden Zmaja od Bosne          | درجه ۱ | بوسنی و هرزگوین | سارایوو    | ۲۸ فوریه ۱۹۹۵ | علی عزت بیگویچرئیس‌جمهور |        |
| —        | نشان صلح و دوستیOrder of Friendship     | —      | تاجیکستان       | تهران      | ۸ اوت ۲۰۰۷    | امامعلی رحمانرئیس‌جمهور  | [ ۵۲ ] |

### دکترای افتخاری
- دانشگاه الفارابی (۱۹۹۲)
- دانشگاه دولتی تفلیس (۱۹۹۳)
- دانشگاه دولتی طبی تاجیکستان (۱۹۹۵)

### سایر جوایز
- چهره ماندگار در رشته پزشکی کودکان (۱۳۸۴)[۵۳]
- برنده جایزه نشان حکمت در جشنواره بین‌المللی حکمت سینوی از بنیاد علمی و فرهنگی بوعلی سینا(۱۳۸۸).[۵۴][۵۵]
- برگزیده جایزه علمی علامه طباطبایی بنیاد ملی نخبگان (۱۳۹۰)

## مسئولیت‌ها و مشاغل
1. تدریس تاریخ روابط خارجی ایران در دانشکده روابط بین‌الملل وابسته به وزارت امور خارجه (در زمان وزارت و پس از آن)
2. تدریس در دانشکده پزشکی دانشگاه علوم پزشکی تهران [نیازمند منبع]
3. مدرس دانشکده پزشکی دانشگاه علوم پزشکی شهید بهشتی (از سال ۷۶ ادامه دارد)
4. رئیس شورای عالی سازمان نظام پزشکی جمهوری اسلامی ایران
5. عضو هیئت مدیره نظام پزشکی تهران (از۳ مهرماه ۱۳۷۰)
6. عضو شورای عالی سیاست‌گذاری دائرةالمعارف دفاع مقدس
7. عضو پیوسته منتخب فرهنگستان علوم پزشکی ایران (از سال ۱۳۶۹)
8. عضو هیئت امنای بنیاد دائرةالمعارف اسلامی برای سه دوره
9. عضو هیئت امنای دانشگاه علوم پزشکی تهران (از سال ۱۳۷۰ تا سال ۱۳۷۷)
10. عضو هیئت امنای دانشگاه علوم پزشکی شهید بهشتی (از سال ۱۳۷۰ تا کنون)
11. رئیس بیمارستان مسیح دانشوری (از سال ۱۳۷۰ تا کنون)
12. عضو شورایعالی انستیتو تحقیقاتی سل و بیماری‌های ریوی کشور (از سال ۱۳۷۱)
13. رئیس هیئت تحریریه مجله پزشکی جمهوری اسلامی ایران
14. رئیس هیئت مدیره انجمن متخصصین بیماری‌های عفونی و گرمسیری ایران (از سال ۱۳۷۱)
15. رئیس شورای مرکزی انجمن اسلامی پزشکان ایران(۱۳۷۱)
16. رئیس گروه اسلام معاصر ـ بنیاد دائرةالمعارف اسلامی (از سال۱۳۷۷)
17. رئیس مرکز آموزشی پژوهشی درمانی سل و بیماری‌های ریوی
18. نماینده فرهنگستان علوم پزشکی در هیئت امنای فرهنگستانها
19. دبیر شورای مرکزی انجمن اسلامی پزشکان ایران
20. مدیر مسئول و صاحب امتیاز مجله بیماری‌های عفونی گرمسیری
21. عضو شورایعالی نظام پزشکی جمهوری اسلامی ایران (از ۱۹ بهمن ماه سال ۱۳۷۰)
22. رئیس گروه علمی طب سنتی و طب اسلامی فرهنگستان علوم پزشکی (از۱۱ تیرماه ۱۳۷۱)
23. رئیس هیئت مدیره انجمن متخصصین بیماری‌های عفونی و گرمسیری ایران (از سال۱۳۷۱)
24. نماینده فرهنگستان علوم پزشکی در هیئت امنای فرهنگستان‌ها (از ۱۸/۵/۱۳۷۳)
25. عضو هیئت تحریریه مجله علمی دانشگاه علوم پزشکی و خدمات بهداشتی ـ درمانی قزوین
26. عضو انجمن اسلامی فارغ التحصیلان اروپا، آمریکا و اقیانوسیه (از ۱۳۷۴)
27. عضو افتخاری انجمن علمی پیوند اعضاء (از ۱۳۷۴)
28. عضو هیئت ممتحنه و ارزشیابی رشته تخصصی بیماری‌های عفونی (دانشگاه علوم پزشکی تهران۱۳۶۵–۱۳۷۴)
29. عضو هیئت ممتحنه و ارزشیابی رشته فوق تخصصی عفونی اطفال (وزارت بهداشت درمان و آموزش پزشکی ۱۳۷۱–۱۳۷۴)
30. عضو هیئت ممتحنه و امتحانات برد تخصصی بیماری‌های عفونی و گرمسیری (وزارت بهداشت درمان و آموزش پزشکی ۱۳۶۵–۱۳۷۳)
31. عضو هیئت ممتحنه و ارزشیابی رشته و فوق تخصصی عفونی اطفال (وزارت بهداشت درمان و آموزش پزشکی ۱۳۷۴–۱۳۷۶)
32. عضویت در انجمنهای تخصصی و پژوهشی و مجامع بین‌المللی
33. عضویت در IUATLD/UICTMR از ۱۹۹۴
34. International Union Against Tuberculosis and Lung Disease
35. عضو انجمن جهانی تاریخ طب
36. رئیس کنفرانس منطقه‌ای IUATLD در ماه دسامبر ۱۹۹۵
37. عضو هیئت امنای بنیاد علمی و فرهنگی بوعلی سینا

## آثار

### تاریخی
1. پویایی فرهنگ و تمدن اسلام و ایران
2. ایران و مسئلهٔ فلسطین
3. ایران و تحولات فلسطین
4. بحران تاریخی هویت ایرانی
5. مقدمهٔ فکری نهضت مشروطیت
6. تاریخ روابط خارجی ایران در عهد شاه عباس اول صفوی
7. تاریخ روابط خارجی ایران در عهد شاه اسماعیل صفوی
8. تاریخ سیاسی جنگ تحمیلی عراق علیه جمهوری اسلامی ایران
9. تاریخ روابط خارجی ایران در دوران ناصرالدین شاه و مظفرالدین شاه
10. تاریخ معاصر ایران (کتاب درسی)

### پزشکی
1. بیماری‌های عفونی
2. بیماری سل
3. سل‌شناسی بالینی
4. مبانی سل
5. بیماری‌های عفونی کودکان
6. مبانی آزمایشگاهی سل
7. راهنمای مبارزه با سل
8. گیاه درمانی
9. مسائل رایج طب اطفال
10. اپیدمیولوژی و کنترل بیماری‌های شایع در ایران
11. Discours sur les Perspectives mondiales de la republique Islamique d'Iran.
12. Discours sur les perspectives mondiales de la republique Islamique d'Iran: adresse a la 40 eme session de l'assemble ولای‍ت‍ی، ع‍ل‍ی‌اک‍ب‍ر، ۱۳۲۴ ۱۳۶۴ = ۱۹۸۵.
13. Perspectives mondiales de la republique Islamique d'Iran ولای‍ت‍ی، ع‍ل‍ی‌اک‍ب‍ر، ۱۳۲۴
14. ابن‌مقله ولای‍ت‍ی، ع‍ل‍ی‌اک‍ب‍ر ۱۳۹۰.
15. ابن مقله ۱۳۹۰
16. ابن‌نفیس ولای‍ت‍ی، ع‍ل‍ی‌اک‍ب‍ر ۱۳۹۰.
17. ابن واضح یعقوبی ولای‍ت‍ی، ع‍ل‍ی‌اک‍ب‍ر ۱۳۹۰.
18. ابوالقاسم قائم‌مقام فراهانی ولای‍ت‍ی، ع‍ل‍ی‌اک‍ب‍ر ۱۳۹۰.
19. ابوریحان بیرونی ولای‍ت‍ی، ع‍ل‍ی‌اک‍ب‍ر ۱۳۹۰.
20. ابوسعید سجزی ولای‍ت‍ی، ع‍ل‍ی‌اک‍ب‍ر ۱۳۹۰.
21. ابوعلی مسکویه ولای‍ت‍ی، ع‍ل‍ی‌اک‍ب‍ر ۱۳۹۰.
22. ادیبان: بخش اول ولای‍ت‍ی، ع‍ل‍ی‌اک‍ب‍ر ۱۳۸۹.
23. ادیبان: بخش دوم ولای‍ت‍ی، ع‍ل‍ی‌اک‍ب‍ر ۱۳۸۹.
24. ادیبان: بخش سوم ولای‍ت‍ی، ع‍ل‍ی‌اک‍ب‍ر ۱۳۸۹.
25. اسلامی تهذیب و ثقافت ولایتی، علی‌اکبر ۱۳۸۶
26. ام‍ام م‍ه‍دی عجل الله و تعالی فرجه و ش‍ک‍وف‍ائ‍ی ف‍ره‍ن‍گ و ت‍م‍دن اس‍لام‍ی در ج‍ه‍ان ولای‍ت‍ی، ع‍ل‍ی اک‍ب‍ر، ۱۳۲۴ ۱۳۸۵.
27. امام مهدی و شکوفایی فرهنگ و تمدن اسلامی در جهان ولای‍ت‍ی، ع‍ل‍ی‌اک‍ب‍ر ۱۳۸۸.
28. امیرکبیر ولای‍ت‍ی، ع‍ل‍ی‌اک‍ب‍ر ۱۳۸۹.
29. اوحدی مراغه‌ای ولای‍ت‍ی، ع‍ل‍ی‌اک‍ب‍ر ۱۳۹۰.
30. ای‍ران و ت‍ح‍ولات ف‍ل‍س‍طی‍ن (۱۳۱۷–۱۳۵۷ش/ ۱۹۳۹–۱۹۷۹م) ولای‍ت‍ی، ع‍ل‍ی‌اک‍ب‍ر، ۱۳۲۴ ۱۳۸۰.
31. ای‍ران و ف‍ل‍س‍طی‍ن "۱۹۳۷–۱۸۹۷" ج‍ذور ال‍ع‍لاق‍ة و ت‍طب‍اب ال‍س‍ی‍اس‍ی‍ة، ۱۳۲۴ ۱۹۹۷م. = ۱۴۱۸ق. = ۱۳۷۶.
32. ای‍ران و م‍س‍ئ‍ل‍ه ف‍ل‍س‍طی‍ن ب‍راس‍اس اس‍ن‍اد وزارت ام‍ور خ‍ارج‍ه (۱۸۹۷–۱۹۳۷م. = ۱۳۱۷ش. - ۱۳۱۵ق) ولای‍ت‍ی، ع‍ل‍ی‌اک‍ب‍ر، ۱۳۲۴ ۱۳۷۶.
33. ب‍ح‍ران‌ه‍ای ت‍اری‍خ‍ی ه‍وی‍ت ای‍ران‍ی ولای‍ت‍ی، ع‍ل‍ی‌اک‍ب‍ر، ۱۳۲۴ ۱۳۷۸.
34. ب‍ررس‍ی م‍اه‍ی‍ت ق‍درت و س‍ی‍اس‍ت خ‍ارج‍ی آم‍ری‍ک‍ا و م‍وض‍وع ب‍رق‍راری راب‍طه ولای‍ت‍ی، ع‍ل‍ی‌اک‍ب‍ر، ۱۳۲۴ ۱۳۸۲.
35. بررسی ماهیت قدرت و سیاست خارجی آمریکا و موضوع برقراری رابطه ولایتی، علی‌اکبر، ۱۳۲۴ ۱۳۸۳.
36. بیدل دهلوی ولای‍ت‍ی، ع‍ل‍ی‌اک‍ب‍ر ۱۳۹۰.
37. ب‍ی‍م‍اری س‍ل ولای‍ت‍ی، ع‍ل‍ی‌اک‍ب‍ر ۱۳۶۶.
38. پ‍وی‍ای‍ی ف‍ره‍ن‍گ و ت‍م‍دن اس‍لام و ای‍ران ولای‍ت‍ی، ع‍ل‍ی‌اک‍ب‍ر، ۱۳۲۴ ۱۳xx
39. پویایی فرهنگ و تمدن اسلام و ایران ولایتی، علی‌اکبر ۱۳۸۶.
40. پ‍وی‍ای‍ی ف‍ره‍ن‍گ و ت‍م‍دن اس‍لام و ای‍ران: (از پ‍ی‍دای‍ش ت‍ا ش‍ک‍وف‍ای‍ی) ولای‍ت‍ی، ع‍ل‍ی‌اک‍ب‍ر، ۱۳۲۴ ۱۳۸۲.
41. پ‍ی‍ش‍ی‍ن‍ه راب‍طه‌ای‍ران و ام‍ری‍ک‍ا ولای‍ت‍ی، ع‍ل‍ی‌اک‍ب‍ر، ۱۳۲۴ ۱۳۸۳.
42. ال‍ت‍اری‍خ ال‍س‍ی‍اس‍ی ل‍ل‍ح‍رب‌ال‍ع‍راق‍ی‍ه الای‍ران‍ی‍ه ولای‍ت‍ی، ع‍ل‍ی‌اک‍ب‍ر، ۱۳۲۴ ۱۳۷۸.
43. ت‍اری‍خ رواب‍ط خ‍ارج‍ی ای‍ران: دوران ن‍اص‍رال‍دی‍ن ش‍اه و م‍ظف‍رال‍دی‍ن ش‍اه ولای‍ت‍ی، ع‍ل‍ی‌اک‍ب‍ر، ۱۳۲۴ ۱۳۷۵.
44. تاریخ روابط خارجی ایران: دوره اول م‍ش‍روطه ولای‍ت‍ی، ع‍ل‍ی‌اک‍ب‍ر ۱۳۷۰.
45. ت‍اری‍خ رواب‍ط خ‍ارج‍ی ای‍ران در دوران ن‍اص‍رال‍دی‍ن ش‍اه ولای‍ت‍ی، ع‍ل‍ی‌اک‍ب‍ر، ۱۳۲۴ ۱۳۷۲.
46. ت‍اری‍خ رواب‍ط خ‍ارج‍ی ای‍ران در دوره اول م‍ش‍روطه ولای‍ت‍ی، ع‍ل‍ی‌اک‍ب‍ر، ۱۳۲۴ ۱۳۷۴.
47. ت‍اری‍خ رواب‍ط خ‍ارج‍ی ای‍ران در ع‍ه‍د ش‍اه اس‍م‍اع‍ی‍ل ص‍ف‍وی ولای‍ت‍ی، ع‍ل‍ی‌اک‍ب‍ر، ۱۳۲۴ ۱۳۷۵.
48. ت‍اری‍خ رواب‍ط خ‍ارج‍ی ای‍ران در ع‍ه‍د ش‍اه ع‍ب‍اس اول ص‍ف‍وی ولای‍ت‍ی، ع‍ل‍ی‌اک‍ب‍ر، ۱۳۲۴ ۱۳۷۴.
49. تاریخ سیاسی جنگ تحمیلی عراق بر جمهوری اسلامی ایران ولایتی، علی‌اکبر، ۱۳۲۴ ۱۳۸۶.
50. ت‍اری‍خ س‍ی‍اس‍ی ج‍ن‍گ ت‍ح‍م‍ی‍ل‍ی ع‍راق ع‍ل‍ی‍ه ج‍م‍ه‍وری اس‍لام‍ی ای‍ران ولای‍ت‍ی، ع‍ل‍ی‌اک‍ب‍ر ۱۳۷۶.
51. تاریخ سیاسی و نظامی جنگ عراق با ایران ولای‍ت‍ی، ع‍ل‍ی‌اک‍ب‍ر ۱۳۸۹.
52. ت‍ح‍ل‍ی‍ل ت‍اری‍خ س‍ی‍اس‍ی م‍ع‍اص‍ر و
53. گ‍ف‍ت‍اری پ‍ی‍رام‍ون س‍ی‍اس‍ت خ‍ارج‍ی ج‍م‍ه‍وری اس‍لام‍ی ای‍ران و م‍س‍ائ‍ل س‍ی‍اس‍ی روز ولای‍ت‍ی، ع‍ل‍ی‌اک‍ب‍ر، ۱۳۲۴ ۱۳۶۶.
54. جغرافی‌دانان ولای‍ت‍ی، ع‍ل‍ی‌اک‍ب‍ر ۱۳۸۹.
55. جمهوری اسلامی ایران و تحولات فلسطین (۱۳۸۵–۱۳۵۷/ ۲۰۰۶–۱۹۷۹) ولایتی، علی‌اکبر، ۱۳۲۴ ۱۳۸۶.
56. حرفی از هزاران ولای‍ت‍ی، ع‍ل‍ی‌اک‍ب‍ر ۱۳۹۰.
57. حکیم عمر خیام ولای‍ت‍ی، ع‍ل‍ی‌اک‍ب‍ر ۱۳۸۹.
58. حکیم ناصرخسرو قبادیانی ولای‍ت‍ی، ع‍ل‍ی‌اک‍ب‍ر ۱۳۹۰.
59. حلاج ولای‍ت‍ی، ع‍ل‍ی‌اک‍ب‍ر ۱۳۹۰.
60. حنین بن اسحاق ولای‍ت‍ی، ع‍ل‍ی‌اک‍ب‍ر ۱۳۸۹.
61. خاقانی ولای‍ت‍ی، ع‍ل‍ی‌اک‍ب‍ر ۱۳۹۰.
62. خ‍لاص‍ه و م‍ج‍م‍ل‍ی از چ‍گ‍ون‍گ‍ی پ‍ی‍دای‍ش ک‍ت‍اب و ک‍ت‍اب‍خ‍ان‍ه در ای‍ران ولای‍ت‍ی، ع‍ل‍ی‌اک‍ب‍ر، ۱۳۲۴ ۱۳۷۴.
63. خواجه عبدالله انصاری ولای‍ت‍ی، ع‍ل‍ی‌اک‍ب‍ر ۱۳۹۰.
64. دانشمندان علوم طبیعی و دقیقه ولای‍ت‍ی، ع‍ل‍ی‌اک‍ب‍ر ۱۳۸۹.
65. دائرةالمعارف پزشکی اسلام و ایران ولای‍ت‍ی، ع‍ل‍ی‌اک‍ب‍ر ۱۳۹۰.
66. دعبل خزاعی ولای‍ت‍ی، ع‍ل‍ی‌اک‍ب‍ر ۱۳۹۰.
67. دی‍دگ‍اه‍ه‍ای ج‍ه‍ان‍ی ج‍م‍ه‍وری اس‍لام‍ی ای‍ران: م‍ج‍م‍وع‍ه س‍خ‍ن‍ران‍ی‍ه‍ای وزی‍ر ام‍ور خ‍ارج‍ه.
68. ج‍م‍ه‍وری اس‍لام‍ی ای‍ران در م‍ج‍ام‍ع ب‍ی‍ن‌ال‍م‍ل‍ل‍ی ولای‍ت‍ی، ع‍ل‍ی‌اک‍ب‍ر ۱۳۷۳.
69. دی‍دگ‍اه‍ه‍ای ج‍ه‍ان‍ی ج‍م‍ه‍وری اس‍لام‍ی ای‍ران: م‍ج‍م‍وع‍ه س‍خ‍ن‍ران‍ی‍ه‍ای وزی‍ر ام‍ور خ‍ارج‍ه.
70. ج‍م‍ه‍وری اس‍لام‍ی ای‍ران در م‍ج‍ام‍ع ب‍ی‍ن‌ال‍م‍ل‍ل‍ی ولای‍ت‍ی، ع‍ل‍ی‌اک‍ب‍ر، ۱۳۲۴ ۱۳۷۲.
71. روزگاری شد که… ولای‍ت‍ی، ع‍ل‍ی‌اک‍ب‍ر ۱۳۸۸ـ
72. ریاضیات ولای‍ت‍ی، ع‍ل‍ی‌اک‍ب‍ر ۱۳۹۰.
73. سخنرانی علی‌اکبر ولایتی وزیر امورخارجه دربارهٔ مسائل جهان اسلام. ولای‍ت‍ی، ع‍ل‍ی‌اک‍ب‍ر ۱۳۶۲.
74. سعدی‌شیرازی ولای‍ت‍ی، ع‍ل‍ی‌اک‍ب‍ر ۱۳۹۰.
75. سلطانعلی مشهدی ولای‍ت‍ی، ع‍ل‍ی‌اک‍ب‍ر ۱۳۹۰.
76. سلمان ساوجی ولای‍ت‍ی، ع‍ل‍ی‌اک‍ب‍ر ۱۳۹۰.
77. سنایی غزنوی ولای‍ت‍ی، ع‍ل‍ی‌اک‍ب‍ر ۱۳۹۰.
78. سیداسماعیل جرجانی ولای‍ت‍ی، ع‍ل‍ی‌اک‍ب‍ر ۱۳۹۰.
79. س‍ی‍ر و ت‍ف‍ح‍ص‍ی در م‍ش‍روطی‍ت و پ‍س از آن ولای‍ت‍ی، ع‍ل‍ی‌اک‍ب‍ر ۱۳۶۱.
80. عبدالقادر مراغی ولای‍ت‍ی، ع‍ل‍ی‌اک‍ب‍ر ۱۳۸۹.
81. عطار نیشابوری ولای‍ت‍ی، ع‍ل‍ی‌اک‍ب‍ر ۱۳۹۰.
82. علامه سیدمحمدحسین طباطبایی ولای‍ت‍ی، ع‍ل‍ی‌اک‍ب‍ر ۱۳۹۰.
83. علی‌اکبر دهخدا ولای‍ت‍ی، ع‍ل‍ی‌اک‍ب‍ر ۱۳۹۰.
84. عین‌القضات همدانی ولای‍ت‍ی، ع‍ل‍ی‌اک‍ب‍ر ۱۳۹۰.
85. فرخی سیستانی ولای‍ت‍ی، ع‍ل‍ی‌اک‍ب‍ر ۱۳۹۰.
86. ف‍ره‍ن‍گ و ت‍م‍دن اس‍لام و ایران ولای‍ت‍ی، ع‍ل‍ی اک‍ب‍ر، ۱۳۲۴ ۱۳۸۴.
87. ف‍ره‍ن‍گ و ت‍م‍دن اس‍لام‍ی ولای‍ت، ع‍ل‍ی‌اک‍ب‍ر، ۱۳۲۴ ۱۳۸۳.
88. فلسفه در ایران و جهان اسلام ولای‍ت‍ی، ع‍ل‍ی‌اک‍ب‍ر ۱۳۹۰.
89. فیلسوفان و #متکلمان: بخش دوم ولای‍ت‍ی، ع‍ل‍ی‌اک‍ب‍ر ۱۳۸۹.
90. کلام در ایران و جهان اسلام ولای‍ت‍ی، ع‍ل‍ی‌اک‍ب‍ر ۱۳۹۰.
91. ک‍ل‍م‍ه ال‍دک‍ت‍ور ع‍ل‍ی‌اک‍ب‍ر ولای‍ت‍ی وزی‍ر ال‍ش‍وون ال‍خ‍ارج‍ی‍ه ح‍ول ق‍ض‍ای‍ا ال‍ع‍ال‍م الاس‍لام‍ی ولای‍ت‍ی، ع‍ل‍ی‌اک‍ب‍ر، ۱۳۲۴
92. م‍ج‍م‍وع‍ه س‍خ‍ن‍ران‍ی‍ه‍ای دک‍ت‍ر ولای‍ت‍ی وزی‍ر ام‍ور خ‍ارج‍ی ج‍م‍ه‍وری اس‍لام‍ی ای‍ران در م‍ج‍ام‍ع
93. ب‍ی‍ن‌ال‍م‍ل‍ل‍ی س‍ال ۱۳۶۱ ولای‍ت‍ی، ع‍ل‍ی‌اک‍ب‍ر ۱۳۶۱].
94. مدارس و حوزه‌های علمیه شیعه ولای‍ت‍ی، ع‍ل‍ی‌اک‍ب‍ر ۱۳۸۹.
95. م‍ق‍دم‍ه ف‍ک‍ری ن‍ه‍ض‍ت م‍ش‍روطی‍ت ولای‍ت‍ی، ع‍ل‍ی‌اک‍ب‍ر ۱۳۸۰.
96. م‍ق‍دم‍ه ف‍ک‍ری ن‍ه‍ض‍ت م‍ش‍روطی‍ت ولای‍ت‍ی، ع‍ل‍ی‌اک‍ب‍ر، ۱۳۲۴ ۱۳۶۶.
97. م‍ق‍دم‍ه ف‍ک‍ری‍ه ل‍ح‍رک‍ه م‍ش‍روطه ولای‍ت‍ی، ع‍ل‍ی‌اک‍ب‍ر، ۱۳۲۴ ۱۴۲۲ق. = ۲۰۰۱م. = ۱۳۸۰.
98. منتخب زندگی‌نامه یکصد و ده چهره از آفرینندگان فرهنگ و تمدن اسلام و بوم ایران ولای‍ت‍ی، ع‍ل‍ی‌اک‍ب‍ر ۱۳۹۰ -
99. منطق در ایران و جهان اسلام ولای‍ت‍ی، ع‍ل‍ی‌اک‍ب‍ر ۱۳۹۰.
100. م‍واض‍ع س‍ی‍اس‍ت خ‍ارج‍ی ج‍م‍ه‍وری اس‍لام‍ی ای‍ران: م‍ج‍م‍وع‍ه اظه‍ارات… ولای‍ت‍ی در س‍ال ۱۳۷۴
101. ولای‍ت‍ی، ع‍ل‍ی‌اک‍ب‍ر، ۱۳۲۴ ۱۳۷۵.
102. مورخان: بخش اول ولای‍ت‍ی، ع‍ل‍ی‌اک‍ب‍ر ۱۳۸۹.
103. مورخان: بخش دوم ولای‍ت‍ی، ع‍ل‍ی‌اک‍ب‍ر ۱۳۸۹.
104. مورخان: بخش سوم ولای‍ت‍ی، ع‍ل‍ی‌اک‍ب‍ر ۱۳۸۹.
105. مولانا جلال الدین محمد بلخی ولای‍ت‍ی، ع‍ل‍ی‌اک‍ب‍ر ۱۳۸۹.
106. میرعلی هروی ولای‍ت‍ی، ع‍ل‍ی‌اک‍ب‍ر ۱۳۹۰.
107. نقش شیعه در فرهنگ و تمدن اسلام و ایران ولای‍ت‍ی، ع‍ل‍ی‌اک‍ب‍ر ۱۳۸۹.
108. ن‍وج‍وان‍ان و آگ‍اه‍ی‌ه‍ای پ‍زش‍ک‍ی ولای‍ت‍ی، ع‍ل‍ی اک‍ب‍ر، ۱۳۲۴ ۱۳۸۴.
109. نورالدین عبدالرحمن جامی ولای‍ت‍ی، ع‍ل‍ی‌اک‍ب‍ر ۱۳۹۰.
110. هنرمندان و عارفان ولای‍ت‍ی، ع‍ل‍ی‌اک‍ب‍ر ۱۳۸۹.
111. یک قرن ارتباط ولای‍ت‍ی، ع‍ل‍ی‌اک‍ب‍ر ۱۳۸۷.
112. Imam Mahdi and the manifestation of Islamic culture and civilization
113. ولایتی، علی‌اکبر، ۱۳۲۴ -. ۲۰۰۶ = ۱۳۸۵
114. فلاسفه و متکلمان: بخش اول ولای‍ت‍ی، ع‍ل‍ی‌اک‍ب‍ر ۱۳۸۹.
115. م‍ب‍ان‍ی طب ک‍ودک‍ان ن‍ل‍س‍ون ۱۹۹۸ ب‍رم‍ن، ری‍چ‍ارد ای. ۱۳۷۷.
116. م‍ب‍ان‍ی طب ک‍ودک‍ان ن‍ل‍س‍ون ۱۹۹۸ ب‍رم‍ن، ری‍چ‍ارد ای. ۱۳۷۹.
117. Encyclopedie l'Islam et l'Iran: dynamique de la culture et vitalite de la civilisation ولای‍ت‍ی، ع‍ل‍ی‌اک‍ب‍ر ۱۳۹۰ [نیازمند منبع]

### ترجمه‌ها
1. طب کودکان
2. مبانی طب کودکان نلسون
3. بیماری‌های عفونی کودکان (نلسون ۲۰۰۰)
4. دستگاه تنفس کودکان (نلسون ۲۰۰۰)
5. نوزادان (نلسون ۲۰۰۰)
6. بیماری‌های نوزادان (نلسون ۲۰۰۰)[نیازمند منبع]